# Burhan Dajani
Burhan Dajani (arabisch برهان الدجاني, DMG Burhān ad-Daǧānī; geboren 1921 in Jaffa, Mandatsgebiet Palästina, gestorben 2000 in Amman, Jordanien) war ein palästinensischer Ökonom und Literat. Er war Gründungsmitglied des Kuratoriums des Institute for Palestine Studies, Mitglied des Wirtschaftsbeirats der Arabischen Liga und über 50 Jahre Generalsekretär der Union der Arabischen Handels-, Industrie- und Landwirtschaftskammern.

## Frühes Leben und Ausbildung
Dajani wurde 1921 in Jaffa im Mandatsgebiet Palästina geboren. Er schloss 1940 sein Studium mit einem B.A an der Amerikanischen Universität Beirut ab. Im Jahr 1948 schloss er sein Studium an der Government Law School in Jerusalem mit einem juristischen Diplom ab.

## Karriere und Aktivitäten
Nach seinem Abschluss im Jahr 1940 ging Dajani als Dozent an seine Alma Mater und arbeitete dort bis 1944. 1950 gründete er in Jerusalem eine Zeitung mit dem Titel Al-Hadaf. 1957 wurde er Generalsekretär der Union der Arabischen Handels-, Industrie- und Landwirtschaftskammern mit Sitz in Beirut und hatte diesen Posten lange Zeit inne. Er war einer der Gründer des 1963 gegründeten Institute for Palestine Studies. Die anderen Gründer des Instituts waren Walid Khalidi, Constantin Zureiq und Isam Ashour. Dajani war auch Mitglied des Wirtschaftsbeirats der Arabischen Liga. Er lehrte weiterhin Wirtschaftswissenschaften an der Amerikanischen Universität Beirut. Dajani war außerdem zusammen mit Walid Khalidi, Fuad Sarruf und Constantin Zureiq maßgeblich an der Gründung der wissenschaftlichen Zeitschrift Journal of Palestine Studies beteiligt. 1978 wurde er Vorstandsmitglied des Center for Arab Unity Studies in Beirut.
Neben wissenschaftlichen Artikeln war Dajani 1973 Mitherausgeber eines Buches mit dem Titel Economic Interests in the Service of Arab Causes. Seine Artikel wurden 2004 in Form eines Buches mit dem Titel The Political, Economic, and Literary Writings of Burhan Dajani veröffentlicht.

## Späte Jahre und Tod
Nach seiner Pensionierung ließ sich Dajani in Amman, Jordanien nieder. Dort starb er am 15. September 2000.